# Ro-28
Ro-28 (呂号第二十八潜水艦) — підводний човен Імперського флоту Японії. До введення в Японії в першій половині 1920-х років нової системи найменування підводних човнів мав назву «Підводний човен № 62» (第六十二潜水艦).
«Підводний човен № 62», який належав до типу Kaichū IV, спорудили у 1923 році на корабельні ВМФ у Сасебо. По завершенні корабель класифікували як належний до 2-го класу та включили до складу 14-ї дивізії підводних човнів, що базувалась на Куре.
1 листопада 1924-го «Підводний човен № 62» перейменували на Ro-28.
6 квітня 1926-го Ro-28 зіткнувся з підводним човном Ro-27, що, втім, не призвело до серйозних наслідків. А у 1935-му Ro-28 затонув у Вадзімі (обернене до Японського моря узбережжя Хонсю, поблизу Тоями), проте був поставлений на плав та відремонтований.
1 травня 1939-го Ro-28 вивели в резерв четвертої категорії, а 1 квітня 1940-го виключили зі списків ВМФ. При цьому корпус корабля й далі використовували під позначенням Haisen № 8 у школі підводного плавання в Куре. У 1947-му Haisen № 8 здали на злам.